# Dwerglijster
De dwerglijster (Catharus ustulatus) is een vogelsoort uit de familie lijsters (Turdidae).

## Kenmerken
Het verenkleed aan de onderzijde is wit met donkere vlekken op borst en schouders. Kop, rug, vleugels en staart zijn grijsbruin. Rond de ogen bevindt zich een duidelijke, lichtere oogring. De lichaamslengte bedraagt ongeveer 18 cm.

## Verspreiding en leefgebied
Deze soort komt voor in Noord-Amerika en is een zeldzame dwaalgast in West-Europa.
De soort telt zes ondersoorten:
- C. u. incanus: centraal en oostelijk Alaska en westelijk Canada.
- C. u. ustulatus: van zuidoostelijk Alaska tot de westelijk-centrale Verenigde Staten.
- C. u. phillipsi: Haida Gwaii.
- C. u. oedicus: de zuidwestelijke Verenigde Staten.
- C. u. swainsoni: centraal en oostelijk Canada en de noordelijke Verenigde Staten.
- C. u. appalachiensis: de oostelijke Verenigde Staten.